# Литтл, Джоэл
Джоэл Литтл (англ. Joel Little) — новозеландский музыкальный продюсер и автор, бывший гитарист и фронтмен панк-группы Goodnight Nurse.
Был соавтором или продюсером таких исполнителей как Лорд, Broods, Сэм Смит, Imagine Dragons, Элли Голдинг, Халид, Эллинор Уловсдоттер, Дэниэл Джонс, Jarryd James, Kids of 88 и Priory.
Лауреат и номинант многих музыкальных наград, включая премию Грэмми как соавтор за песню «Royals» в категории Песня года.

## Биография
См. также «Joel Little Career» в английском разделе.
Родился 13 февраля 1983 года. Литтл обучался в Музыкально-аудиотехническом Институте Новой Зеландии (Майнц) в Окленде и начал свою карьеру в качестве певца и гитариста поп-панк-группы Goodnight Nurse. Группа выпустила два студийных альбома, Always and Never (2006) и Keep Me on Your Side (2008), которые вошли в новозеландский чарт Top 40 albums и оба достигли 5-го места.
В 2019 году Литтл в соавторстве с американской певицей Тейлор Свифт написал и спродюсировал четыре песни для её седьмого студийного альбома Lover, в том числе «Me!», «You Need to Calm Down», «The Man» и «Miss Americana & the Heartbreak Prince». Литтл и Свифт также совместно написали и спродюсировали пятый трек «Only The Young».

## Дискография
См. также «Joel Little Discography» в английском разделе.

## Награды и номинации

### APRA awards

#### APRA Awards (Австралия)
| Год  | Номинируемая работа                | Категория                                   | Результат | Ref.  |
| ---- | ---------------------------------- | ------------------------------------------- | --------- | ----- |
| 2014 | Ella Yelich-O’Connor и Joel Little | Outstanding International Achievement Award | Победа    | [ 6 ] |

#### APRA Silver Scroll Awards (Новая Зеландия)
| Год  | Номинируемая работа                                               | Категория                          | Результат | Ref.   |
| ---- | ----------------------------------------------------------------- | ---------------------------------- | --------- | ------ |
| 2013 | Элла Йе́лич-О’Ко́ннор и Joel Little за «Royals»                     | APRA Silver Scroll                 | Победа    | [ 8 ]  |
| 2014 | Broods и Joel Little за «Bridges»                                 | APRA Silver Scroll                 | Номинация | [ 9 ]  |
| 2014 | Элла Йе́лич-О’Ко́ннор и Joel Little за «Team»                       | Most Performed Work in New Zealand | Победа    | [ 10 ] |
| 2014 | Элла Йе́лич-О’Ко́ннор и Joel Little за «Royals»                     | Most Performed Work Overseas       | Победа    | [ 10 ] |
| 2015 | Элла Йе́лич-О’Ко́ннор и Joel Little за «Yellow Flicker Beat»        | APRA Silver Scroll                 | Номинация | [ 11 ] |
| 2015 | Joel Little и Jarryd James за «Do You Remember»                   | APRA Silver Scroll                 | shortlist | [ 12 ] |
| 2015 | Joel Little, Georgia Nott и Caleb Nott за «L.A.F.»                | APRA Silver Scroll                 | shortlist | [ 12 ] |
| 2015 | Ella Yelich-O’Connor and Joel Little for «Royals»                 | Most Performed Work Overseas       | Победа    | [ 13 ] |
| 2017 | Элла Йе́лич-О’Ко́ннор, Jack Antonoff и Joel Little за «Green Light» | APRA Silver Scroll                 | Победа    | [ 14 ] |

### ASCAP Pop Music Awards
| Год  | Номинируемая работа                           | Категория            | Результат | Ref.   |
| ---- | --------------------------------------------- | -------------------- | --------- | ------ |
| 2014 | Элла Йе́лич-О’Ко́ннор и Joel Little за «Royals» | Most Performed Songs | Победа    | [ 16 ] |
| 2015 | Элла Йе́лич-О’Ко́ннор и Joel Little — «Team»    | Most Performed Songs | Победа    | [ 17 ] |
| 2015 | Элла Йе́лич-О’Ко́ннор и Joel Little — «Royals»  | Most Performed Songs | Победа    | [ 17 ] |

### Golden Globe Awards
Golden Globe Awards
| Год  | Номинируемая работа                                        | Категория          | Результат | Ref.   |
| ---- | ---------------------------------------------------------- | ------------------ | --------- | ------ |
| 2015 | Элла Йе́лич-О’Ко́ннор и Joel Little за «Yellow Flicker Beat» | Best Original Song | Номинация | [ 19 ] |

### Grammy Awards
Grammy Awards
| Год  | Номинируемая работа                                                                           | Категория                             | Результат | Ref.   |
| ---- | --------------------------------------------------------------------------------------------- | ------------------------------------- | --------- | ------ |
| 2014 | Joel Little, продюсер; Joel Little, звукоинженер Stuart Hawkes, мастеринг-инженер за «Royals» | 56-я церемония «Грэмми» — Запись года | Номинация | [ 21 ] |
| 2014 | Элла Йе́лич-О’Ко́ннор и Joel Little, авторы за «Royals»                                         | 56-я церемония «Грэмми» — Песня года  | Победа    | [ 22 ] |

### New Zealand Music Awards
New Zealand Music Awards (Recorded Music NZ).
| Год  | Номинируемая работа         | Категория     | Результат | Ref.   |
| ---- | --------------------------- | ------------- | --------- | ------ |
| 2014 | Joel Little за Pure Heroine | Best Engineer | Победа    | [ 23 ] |
| 2014 | Joel Little за Pure Heroine | Best Producer | Победа    | [ 23 ] |
| 2015 | Joel Little за Evergreen    | Best Producer | Номинация | [ 24 ] |
| 2016 | Joel Little за Conscious    | Best Engineer | Победа    | [ 25 ] |
| 2016 | Joel Little за Conscious    | Best Producer | Победа    | [ 25 ] |